# 2021 en Suisse
Chronologie de la Suisse
- 2017
- 2018
- 2019
- 2020
- 2021
- 2022
- 2023
- 2024
- 2025

## Gouvernement au1erjanvier 2021
- Conseil fédéral[1] :
  - Guy Parmelin (UDC/VD), président de la Confédération
  - Ignazio Cassis (PLR/TI), vice-président de la Confédération
  - Ueli Maurer (UDC/ZH)
  - Alain Berset (PS/FR)
  - Simonetta Sommaruga (PS/BE)
  - Karin Keller-Sutter (PLR/SG)
  - Viola Amherd (LC/VS)

## Faits marquants

### Mars
- 7 mars : votation fédérale sur trois objets ; élections dans le canton de Soleure.
- 7 et 28 mars : élections cantonales valaisannes ; élections communales vaudoises.
- 30 mars : évacuation de la ZAD de la colline

### Mai
- 5 mai : bicentenaire de la mort de Napoléon Ier.

### Septembre
- 26 septembre : votation fédérale sur deux objets.

### Novembre
- 28 novembre : votation fédérale sur trois objets.